# アーネスティン・ローズ
アーネスティン・ローズ (Ernestine Rose，1880年3月19日 – 1961年3月28日)はアーサー・A・ションバーグ・コレクションの購入と組織化を担当したニューヨーク公共図書館の 図書館員 である。

## 幼少期と教育
アーネスティン・ローズは1880年3月19日、ニューヨーク州のブリッジハンプトンに生まれ、19世紀のフェミニストであるアーネスティン・ポロウスキー・ローズに因んで名づけられた。
彼女はウェズリアン大学とニューヨーク州アルバニーにあるニューヨーク州図書館学校で学び、1904年に卒業した。彼女がニューヨーク州図書館学校で学ぶ間、彼女はニューヨーク公共図書館のロウアー・イースト・サイドにある分館で一夏働き、大学在学中、ロシア系ユダヤ人の移民とその文化に触れた。彼女はその当時行なわれていた彼らをアメリカナイズするように設計されたプログラムではなく、移民が新しい国に適応するのを助けるプログラムを強調した。

## 経歴
第一次世界大戦中、ローズはアメリカ図書館協会（American Library Association,ALA）の戦時図書館サービス団の一員として、病院図書館のディレクターを務めた。1915年、ニューヨークに戻り、彼女はニューヨーク市のユダヤ移民コミュニティのあるスチュワードパーク分館で図書館長を務めた。スチュワードパークでは、ローズは彼女のアシスタントがイディッシュ語を話し、ユダヤやロシアの祝祭日や習慣、文学に詳しくなるよう助言し、周辺のコミュニティに敏感になるようにした。
ローズは1920年にハーレムにある135番街分館の図書館員になった。この分館は1905年、近隣に中流階級のユダヤ人が住んでいた頃に開館したが、第一次世界大戦後に南部の黒人、カリブ人、南米の黒人が移住し、ローズが赴任する頃にはアフリカ系アメリカ人が過半数を超える地域になった。この頃のハーレム・ルネサンスにより、ハーレムは黒人の作家、芸術家、ミュージシャン、そして学者の集まる場所となった。ローズは多くの文化機関がこの新しいコミュニティと連携していないとすぐに気付き、彼女は図書館を案内を提供し人種のプライドを促進するコミュニティの一部にしたいと考えた。彼女の最初の役割は、キャスリーン・アレン・ラティマーから始まり、プラ・ベルプレやネラ・ラーセンをはじめとする4人の非白人の図書館職員を雇うことだった。彼女はまた、コミュニティグループが読書や物語のプログラム、無料の公開講座の会合を開くこと、黒人アーティストと彫刻家や黒人文学の参考コレクションの展覧会をすることなどを奨励した。
1922年、ローズはアフリカ系アメリカ人との仕事についてアイデアを交換し、討論する図書館員のグループをALAと共に作った。
1924年、ローズはセントラル分館の貸出部門のチーフで全国都市同盟、アメリカ成人教育協会のフランクリン・F・ホッパーと協力してローゼンウォルド基金とカーネギー社から15,000ドルの助成金を獲得した。彼らはハーレム委員会を設立し、その目標はこの資金を使ってハーレムのコミュニティの中に文化、職業、社会プログラムを開発することだった。彼らは著名な講演者、YWCAや都市同盟を通じた職業クラスを特集したプログラムを開発した。1926年、委員会は後にションバーグ黒人文化研究センターとなる黒人文学と歴史部門に追加されるアーサー・A・ションバーグコレクションの購入を監督した。
このコレクションにはアフリカ系アメリカ人の歴史と文化を紹介する「5,000巻以上、原稿3,000枚、エッチングと肖像画2,000枚、パンフレット数千枚」が含まれていた。また、この助成金により、ションバーグをこのコレクションの責任者として採用することができた
。
1933年、図書館は雇用促進局（WPA）と協力して、作家プロジェクトを主催した。
ローズは1942年にニューヨーク公共図書館を退職した。彼女は1928年から1947年までコロンビア大学の司書学大学院で教鞭をとった。

## 著作
ローズの著作として、『Bridging the gulf;work with the Russian Jews and other newcomers』（Immigrant publication society，1917）、『The public library in American life』（Columbia University Press，1954）がある。